# Kabinett Teemant I
Regierung der Republik Estland unter dem Staatsältesten Jaan Teemant (Kabinett Teemant I). Amtszeit: 15. Dezember 1925 bis 23. Juli 1926.

## Regierung
Die Regierung Jaakson war nach offizieller Zählung die 14. Regierung der Republik Estland seit Ausrufung der staatlichen Unabhängigkeit 1918. Sie blieb 221 Tage im Amt.
Der Regierung gehörten Vertreter der Põllumeeste Kogud (Bund der Landwirte, PK), der Eesti Tööerakond (Estnische Arbeitspartei, ETE), der Kristlik Rahvaerakond (Christliche Volkspartei, KRE), der Rahvuslik-Vabameelne Partei (National-Freisinnige Partei, RVP) sowie der Partei der Asunikud, riigirentnikud ja väikepõllupidajad („Siedler, Staatspächter und Kleinbauern“) an.

## Kabinett
| Ressort                        | Name                      | Amtszeit                | Partei    |
| ------------------------------ | ------------------------- | ----------------------- | --------- |
| Staatsältester                 | Jaan Teemant              | 15.12.1925 – 23.07.1926 | PK        |
| Außenminister                  | Ants Piip                 | 15.12.1925 – 23.07.1926 | ETE       |
| Innenminister                  | Karl Einbund              | 15.12.1925 – 23.07.1926 | PK        |
| Landwirtschaftsminister        | Heinrich Laretei          | 15.12.1925 – 23.07.1926 | ARV       |
| Bildungsminister               | Jaan Lattik               | 15.12.1925 – 23.07.1926 | KRE       |
| Arbeits- und Sozialminister    | Christian Kaarna          | 15.12.1925 – 23.07.1926 | ETE       |
| Gerichtsminister               | Tõnis Kalbus              | 15.12.1925 – 23.07.1926 | ETE       |
| Finanzminister                 | Leo Sepp                  | 16.12.1924 – 15.12.1925 | parteilos |
| Kriegsminister                 | Jaan Soots                | 15.12.1925 – 23.07.1926 | PK        |
| Verkehrsminister               | Oskar Amberg              | 15.12.1925 – 23.07.1926 | KRE       |
| Handels- und Industrieminister | Ernst Constantin Weberman | 12.01.1926 – 23.07.1926 | RVP       |